# SelfHelp Fest
Das SelfHelp Fest (oder auch Self Help Fest) ist ein Festival, das von den Musikern der Band A Day to Remember in Zusammenarbeit mit mehreren Konzertagenturen organisiert wird.

## Geschichte
Am 18. Dezember 2013 gaben A Day to Remember bekannt, ihr eigenes Musikfestival organisieren zu wollen. Ein Lineup wurde mit dieser Ankündigung mitveröffentlicht. Neben A Day to Remember spielten außerdem Bring Me the Horizon, Of Mice & Men, letlive, Attila, Memphis May Fire, Stick to Your Guns und weitere Acts aus der Hardcore-, Punk- und Rockszene. Das erste Festival wurde am 22. März 2014 im NOS Events Center im kalifornischen San Bernardino ausgetragen und von 12.000 Zuschauern besucht. Am 4. Oktober 2014 wurde eine weitere Auflage des Festivals für den Osten der Vereinigten Staaten organisiert. Diese fand in Philadelphia im Festival Pier statt. Dabei waren unter anderem Motionless in White, Chiodos, The Wonder Years, The Story So Far und Gnarwolves. Bei der Auflage des Festivals waren mehr als 5.000 Besucher anwesend.
Für den 7. März 2015 wurde am 22. Dezember 2014 das Lineup und der Veranstaltungsort des dritten SelfHelp Fests bekanntgegeben. Es fand erneut im NOS Events Center in San Bernardino statt. Als Headliner wurden Pierce the Veil und Sleeping with Sirens bestätigt, welche in diesem Zeitraum ihre gemeinsame Welttournee absolvierten. Weitere angekündigte Gruppen waren unter anderem Whitechapel, Stick to Your Guns, The Ghost Inside, Real Friends, The Amity Affliction und The Devil Wears Prada.
Am 17. August 2015 wurden die ersten Künstler für die vierte Auflage des Festivals bekanntgegeben. Neben A Day to Remember, welche jährlich als Headliner (außer 2015) auftreten, August Burns Red, Issues, Tonight Alive und letlive wurden außerdem zwei Gruppen angekündigt, welche nach einer mehrjährigen Pause wieder zusammenfanden, Underoath und Further Seems Forever. Während Underoath ihr erstes Konzert nach der Neuformierung der Band absolvieren werden, spielen Further Seems Forever in der Bandbesetzung, die zu der Zeit der Veröffentlichung des zweiten Studioalbums How to Start a Fire bestand. Ende Dezember 2015 wurden vier weitere Bands für das Musikfestival bestätigt.

## Lineups

### 2014
| San Bernardino, Kalifornien - A Day to Remember - Bring Me the Horizon - Of Mice & Men - Attila - The Story So Far - Memphis May Fire - The Word Alive - Stick to Your Guns - Issues - letlive. - Terror - A Skylit Drive - Beartooth - Hands Like Houses - Hundredth - Rotting Out | Philadelphia, Pennsylvania - A Day to Remember - Bring Me the Horizon - The Wonder Years - Motionless in White - The Story So Far - Chiodos - August Burns Red - Crown the Empire - Cruel Hand - Gnarwolves |

### 2015
| San Bernardino, Kalifornien - Pierce the Veil - Sleeping with Sirens - Falling in Reverse - The Devil Wears Prada - The Ghost Inside - Whitechapel - Real Friends - Stick to Your Guns - The Amity Affliction - Pvris - Breathe Carolina - This Wild Life - SECRETS - In Hearts Wake - State Champs - Rotting Out - Assuming We Survive |

### 2016
| San Bernardino, Kalifornien - A Day to Remember - Underoath - August Burns Red - Issues - letlive. - Tonight Alive - Further Seems Forever - Thy Art Is Murder - One Ok Rock - Yelawolf - Moose Blood |